# Peter Fowler
Peter Fowler FRS (27 de fevereiro de 1923 — 8 de novembro de 1996) foi um físico britânico.
Filho do físico sir Ralph Howard Fowler, que determinou o estado da matéria nas anãs brancas, e neto de Ernest Rutherford, que descobriu o núcleo atômico.